# Bataille du Bétis
Deuxième guerre punique
Batailles
219 av. J.-C. : Sagonte
218 av. J.-C. : Rhône, Cissa, Tessin, La Trébie
217 av. J.-C. : Victumulae, Plaisance, Èbre, Lac Trasimène, Geronium
216 av. J.-C. : Cannes, Selva Litana, Nola (1re)
215 av. J.-C. : Cornus, Dertosa, Nola (2e)
214 av. J.-C. : Nola (3e) 
 213 av. J.-C. : Syracuse
212 av. J.-C. : Capoue (1re), Silarus, Herdonia(1re)
 211 av. J.-C. : Bétis, Capoue (2e)
210 av. J.-C. : Herdonia (2e), Numistro
209 av. J.-C. : Asculum, Carthagène
208 av. J.-C. : Baecula
207 av. J.-C. : Grumentum, Métaure
206 av. J.-C. : Ilipa, Carthagène (2e) (ca)
204 av. J.-C. : Crotone
203 av. J.-C. : Utique, Grandes Plaines
202 av. J.-C. : Zama
La bataille du Bétis se déroula en 211 av. J.-C. durant la deuxième guerre punique, entre les armées carthaginoises dirigées par Hasdrubal Barca et les armées romaines dirigées par Publius Cornelius Scipio et son frère Gnaeus Cornelius Scipio Calvus. La bataille du Bétis se déroula en deux phases, traditionnellement désignées par bataille de Castulo et bataille d'Ilorca. À l'issue de cette double bataille, les forces romaines sont vaincues, et les frères Scipio tués. Cette défaite mit un terme à sept ans de campagnes romaines par les frères Scipio en Hispanie qui eurent pour conséquence de limiter l'envoi de ressources à Hannibal engagé contre la république romaine en Italie.
La bataille du Bétis est également la seule bataille terrestre majeure de la deuxième guerre punique remportée par les Carthaginois sans Hannibal à leur tête.

## Situation stratégique
À la suite de la défaite d'Hasdrubal Barca à la bataille de Dertosa au printemps 215 av. J.-C., les bases romaines du nord de l'Èbre n'étaient plus inquiétées. En conséquence, les romains s'employèrent à gagner le soutien de tribus ibères et à lancer des raids ponctuels dans les territoires tenus par les carthaginois au sud de l'Èbre qui atteignirent même Sagonte en 214 av. J.-C. Durant la période précédant la bataille, carthaginois et romains eurent à faire face à des révoltes tribales ibères sporadiques. Aucun renforcement d'Italie ne parvint aux frères Scipio puisque toutes les forces disponibles y étaient consacrées à la défense contre l'armée menée par Hannibal Barca.
En contraste, les forces carthaginoises d'Hasdrubal furent renforcées par deux armées menées respectivement par son jeune frère Magon Barca et Hasdrubal Gisco. Ces armées furent engagées dans plusieurs escarmouches non décisives contre les romains durant la période 215-211 av. J.-C.. En 213 av. J.-C., Les frères Scipio réussirent à persuader Syphax, un roi de Numidie à prendre les armes contre Carthage à la tête d'une armée entrainée par les romains. La situation relativement stable en Ibérie durant les années 213/212 av. J.-C. permit à Hasdrubal Barca de déployer ses troupes en Afrique pour réprimer la révolte. Hasdrubal Barca rentra en Ibérie à la fin de l'année 212 av. J.-C. avec pour l'accompagner 3000 numides menés par le futur roi de Numidie Massinissa.
Sur les autres fronts, Hannibal parvint à rallier Capoue, capturer Tarente et à maintenir sa domination sur la Lucanie, le Bruttium et l'Apulie. Les romains quant à eux reprirent plusieurs villes et assiégeaient Capoue et Syracuse.

## Prélude
Les frères Scipio enrôlèrent 20 000 mercenaires celtibères pour renforcer leur armée composée de 30 000 fantassins et 3 000 cavaliers. Observant l'ordre de bataille séparé des armées carthaginoises (Hasdrubal Barca avait 15 000 hommes déployés près d'Amtorgis, tandis que Magon Barca et Hasdrubal Gisco à la tête chacun 10 000 hommes se trouvaient plus à l'ouest), les frères Scipio decidèrent de diviser leurs forces. Publius Scipio devait mener 20 000 romains et auxiliaires pour attaquer Magon Barca près de Castulo, tandis que Gnaeus Scipio à la tête d'une double légion (10 000 hommes) et des mercenaires celtibères devait affronter Hasdrubal Barca. Cette stratégie provoqua donc deux batailles séparées -  la "Bataille de Castulo" et la "Bataille d'Ilorca" - à quelques jours d'intervalle.
Gnaeus Scipio prit ses positions le premier. Il se présenta devant les forces d'Hasdrubal Barca alors que celui-ci avait déjà commandé aux armées d'Indibilis et Mandonius (deux chefs ibères loyaux à Carthage) et à Hasdrubal Gisco de rejoindre Magon près de Castulo. En position d'infériorité numérique, Hasdrubal Barca resta dans son camp fortifié avant de parvenir à corrompre les mercenaires celtibères pour déserter l'armée de Gnaeus Scipio. La défection des mercenaires celtibères renversa la donne et mit Hasdrubal Barca en position de supériorité numérique. En dépit de cette supériorité numérique, Hasdrubal Barca evita toute confrontation directe avec les forces de Gnaeus Scipio.

## Bataille de Castulo
À l'approche de Castulo, les forces de Publius Scipio furent harcelées jour et nuit par la cavalerie légère numide de Massinissa. Quand Publius Scipio fut informé qu'Indibilis se positionnait de manière à bloquer la retraite romaine avec 7 500 ibères, il ordonna à ses troupes de faire volte-face pour attaquer les forces du chef ibère de peur de se retrouver encerclé par les troupes carthaginoises. Laissant 2 000 soldats dans son camp sous les ordres du légat Tiberius Fonteus, il se mit en marche de nuit pour tenter de se soustraire à la cavalerie numide pour lancer son attaque. Les forces d'Indibilis furent surprise à l'aube par l'armée de Publius Scipio et avec un surnombre de 18 000 soldats contre 7 500, les romains eurent rapidement l'avantage. Les ibères tinrent néanmoins dans une bataille de nuit confuse suffisamment longtemps pour permettre aux forces de Massinissa d'arriver.
Harassée sur ces flancs par la cavalerie numide, l'armée romaine commença à piétiner. Quand Magon et Hasdrubal Gisco arrivèrent sur le champ de bataille avec leurs armées, les romains furent mis en déroute après une lutte opiniâtre dans laquelle Pubius Scipio et la majeure partie de l'armée romaine trouvèrent la mort. Seulement une poignée de survivants romains parvinrent à rejoindre leur camp. Après avoir donné aux numides le temps de dépouiller les morts, Magon se mit en marche rapidement vers les positions d'Hasdrubal Barca.

## Bataille d'Ilorca
Gnaeus Scipio avait perdu l'avantage numérique à la suite de la désertion des mercenaires. Bien qu'ignorant le destin de Publius Scipio, Gnaeus decida de se replier vers l'Ibérie du nord à la suite de l'arrivée des armées de Magon et Hasdrubal Gisco. Les romains quittèrent ainsi leur camp durant la nuit en laissant leurs feux allumés pour feindre leur présence, et se dirigèrent vers l'Èbre. Ils furent néanmoins repérés par la cavalerie numide le jour suivant et les romains prirent position à la nuit tombée au sommet d'une colline près d'Ilorca. L'armée combinée carthaginoise regroupant les forces d'Hasdrubal Barca, de Magon Barca et d'Hasdrubal Gisco arriva durant la nuit. Le sol rocheux impropre à l'édification d'un périmètre défensif obligea les romains en désespoir de cause à édifier un mur sommaire en utilisant leurs bagages. Cette défense de fortune fut rapidement emportée par l'armée carthaginoise, Gnaeus Scipio fut tué durant la bataille, et la majorité de l'armée romaine fut détruite.

## Conséquences
Les carthaginois ne tentèrent pas d'exploiter leur victoire éclatante en Ibérie: les fuyards ne furent pas poursuivis et les carthaginois préférèrent envoyer de l'aide à Hannibal Barca en Italie. Les romains survivants se replièrent au nord de l'Èbre, où ils formèrent en urgence une force défensive de 8 000 hommes. À la fin de l'année 211 av. J.-C., Rome envoya 10 000 hommes sous le commandement de Claudius Nero en Ibérie en renforcement. La situation en Ibérie demeura stable: Nero ne remporta pas de victoire décisive contre les carthaginois qui ne lancèrent pas d'assaut coordonné contre l'Ibérie romaine. L'arrivée de Publius Cornelius Scipio Africanus, le fils de Publius Scipio avec 10 000 hommes supplémentaires en 210 av. J.-C. changea la donne, et les carthaginois eurent à regretter amèrement leur inaction à la suite de la bataille du Bétis durant la bataille de Carthagène en 209 av. J.-C.
L'incapacité des armées carthaginoises à lancer un assaut coordonné pour chasser les romains d'Ibérie, priva Hannibal d'un soutien crucial en 211 av. J.-C. lorsque les romains assiégèrent Capoue.